# Nichtkombattant

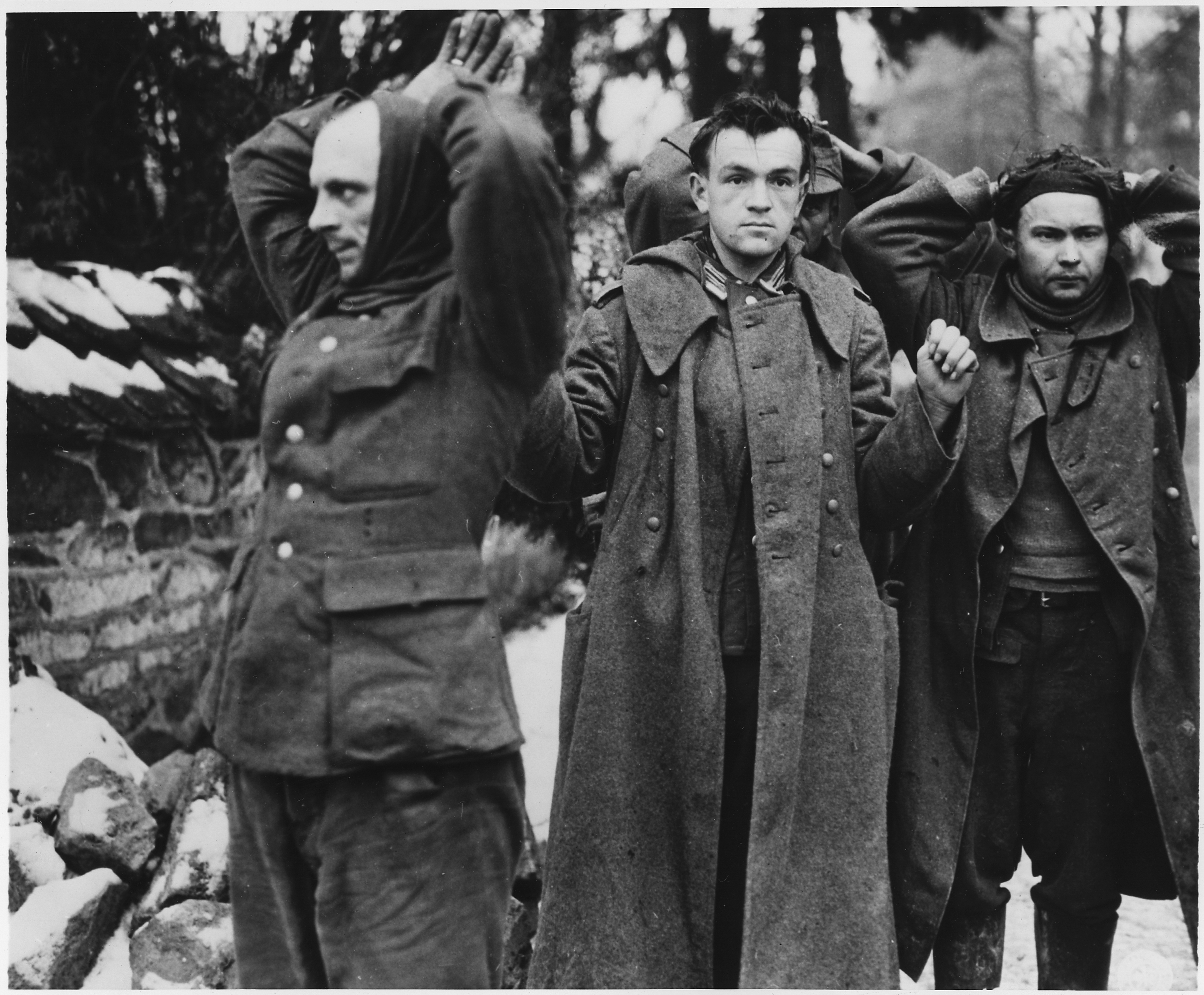
Angehörige der Wehrmacht werden von der US Army gefangen genommen. Sie sind Nichtkombattanten und Kriegsgefangene.

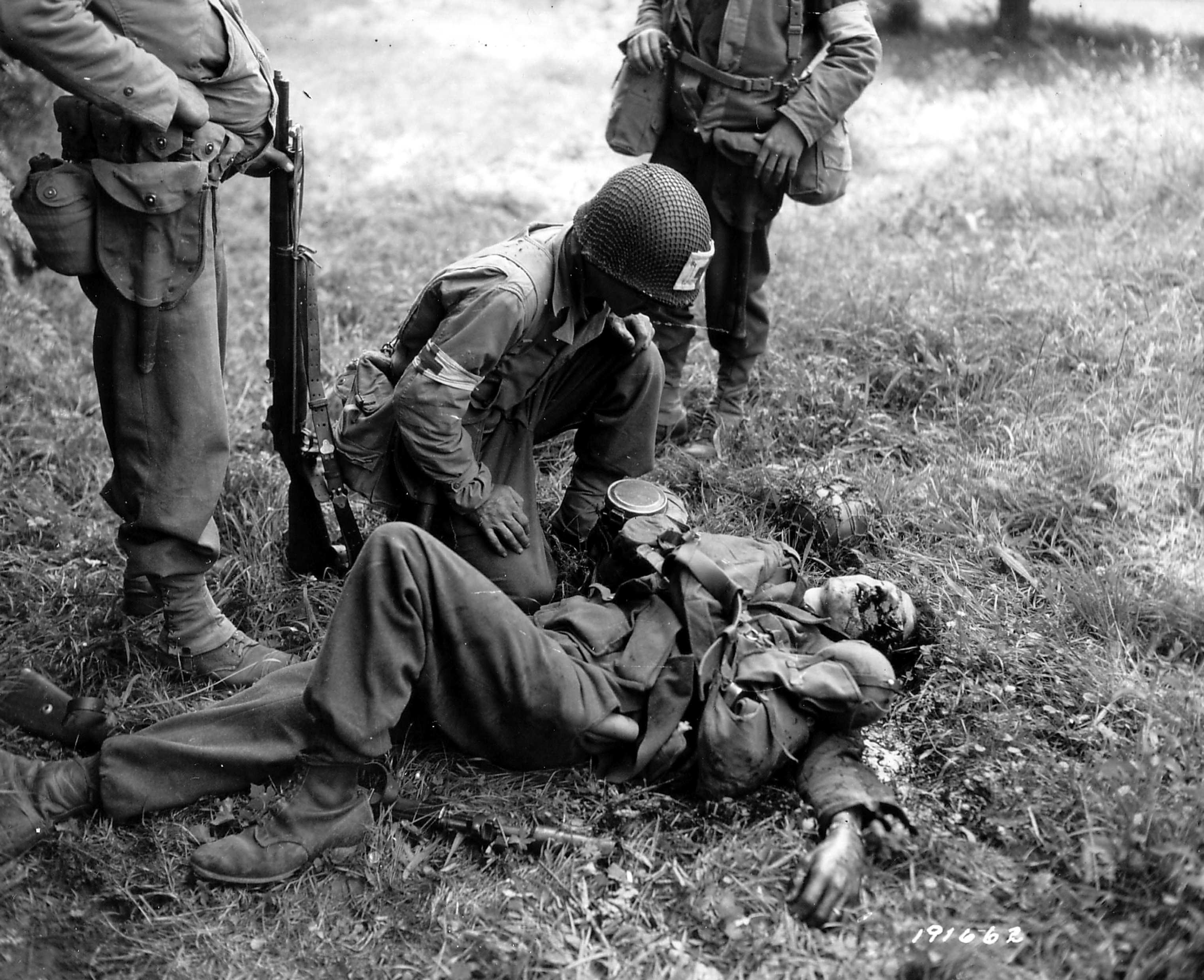
Die Angehörigen des Sanitätspersonals der Streitkräfte zählen zu den Nichtkombattanten (hier amerikanischer Sanitäter bei der Versorgung eines deutschen Soldaten im Zweiten Weltkrieg).

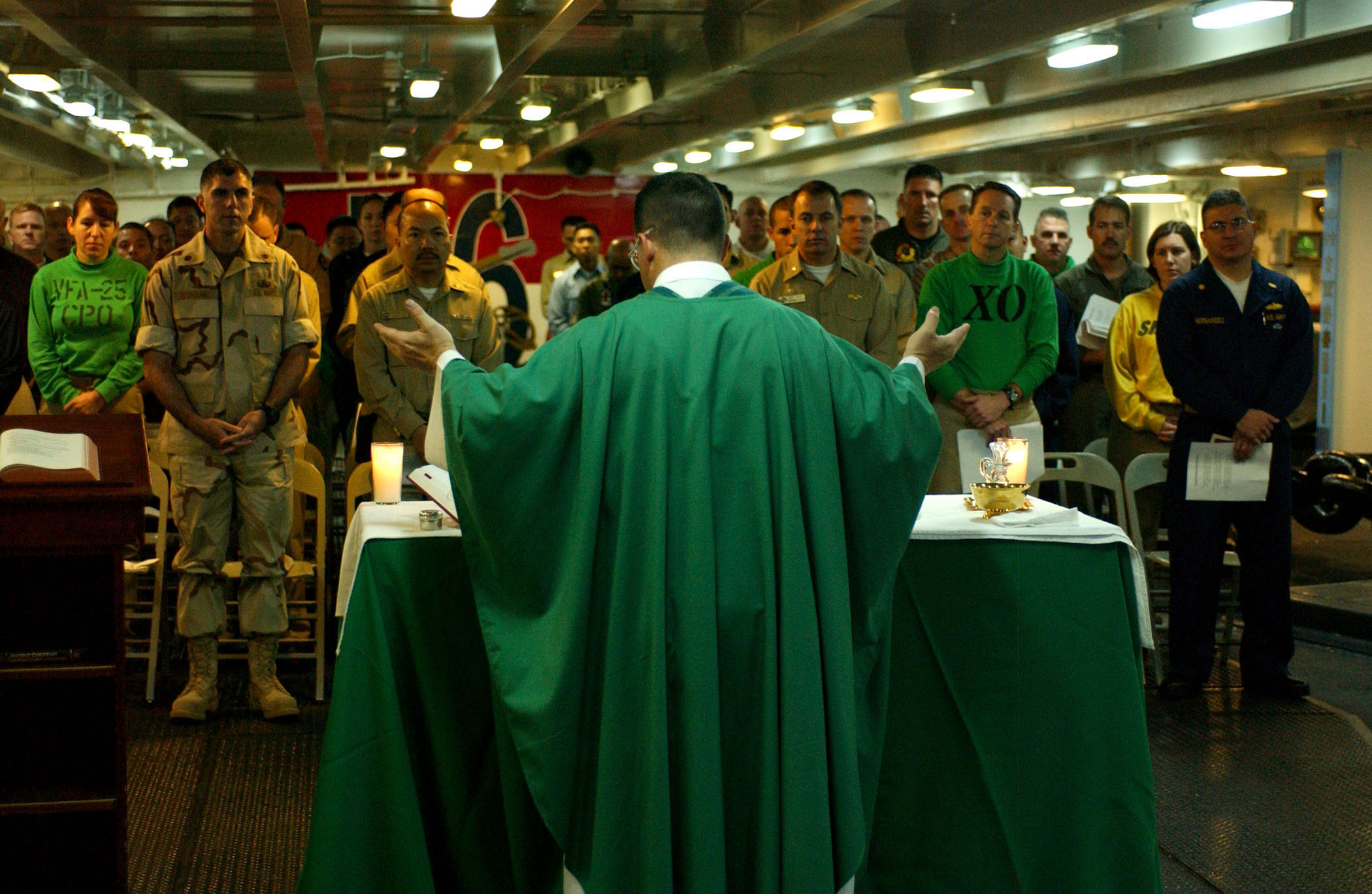
Militärseelsorger, hier während einer katholischen Messe an Bord eines Schiffes der US Navy, sind Nichtkombattanten.

Als Nichtkombattanten werden im Kriegsvölkerrecht Personen bezeichnet, die keinen Kombattantenstatus haben. Darunter fallen sowohl Zivilpersonen als auch Angehörige der Streitkräfte, die jede feindselige Handlung unterlassen, weil sie verwundet sind, sich ergeben haben oder gefangen genommen wurden, außerdem das Sanitäts- und Seelsorgepersonal ohne Kampfauftrag (Art. 43 Nr. 2 des 1. Zusatzprotokolls zur Genfer Konvention von 1949, Art. 3 Ordnung der Gesetze und Gebräuche des Landkriegs). Schließlich zählen auch Personen dazu, die sich unrechtmäßig an Feindseligkeiten beteiligen und deshalb keinen Kombattantenstatus genießen (ungesetzliche  Kombattanten).
Nichtkombattanten haben weder das Recht, unmittelbar an Feindseligkeiten teilzunehmen noch dürfen sie von gegnerischen Kombattanten bekämpft werden.
Geraten Angehörige einer bewaffneten Macht (Kombattanten und Nichtkombattanten) in die Gewalt des Feindes, so sind sie Kriegsgefangene im Sinne der Genfer Abkommens über die Behandlung der Kriegsgefangenen vom 12. August 1949.

## Rechtshistorische Entwicklung
Die Unterscheidung der von einem Krieg betroffenen Personen in Nichtkombattanten und Kombattanten begann aus geschichtlicher Sicht mit der Formulierung des Lieber Code im Jahr 1863 und vor allem mit der Brüsseler Deklaration von 1874. Seither haben sich im vertraglich fixierten Völkerrecht, im Völkergewohnheitsrecht sowie in der militärtheoretischen und ethischen Diskussion unterschiedliche Definitionen des Begriffs „Nichtkombattant“ ausgebildet. Er beschreibt somit keinen einheitlichen und allgemein akzeptierten Status, sondern umfasst verschiedene Personengruppen mit jeweils spezifischer Rechtsstellung. Die konkrete Abgrenzung zwischen Kombattanten und Nichtkombattanten ist deshalb uneinheitlich und abhängig vom historischen und geopolitischen Kontext des betreffenden Konflikts.
In der bis zum Ende des Zweiten Weltkriegs maßgeblichen Rechtsauffassung des sogenannten Haager Rechts, im Wesentlichen basierend auf der Haager Landkriegsordnung von 1899 und 1907, umfasste der Begriff des Nichtkombattanten die nicht an Kampfhandlungen beteiligten Angehörigen der Streitkräfte, in Abgrenzung zu den Kombattanten und den Zivilpersonen. Die derzeit geltende Rechtsauffassung, die vorwiegend auf dem sogenannten Genfer Recht beruht, kennt keine explizite Definition des Begriffs. Artikel 43 Nr. 2 des ersten Zusatzprotokolls zu den Genfer Konventionen zählt jedoch im Gegensatz zur Haager Landkriegsordnung alle Angehörigen der Streitkräfte mit Ausnahme der Sanitäter und Seelsorger zu den Kombattanten.

## Umgangssprachliche Bedeutung
Umgangssprachlich werden gegenwärtig in der Regel diejenigen Personengruppen als Nichtkombattanten bezeichnet, die durch die vier Genfer Abkommen von 1949 und ihre Zusatzprotokolle von 1977 geschützt sind. Dies betrifft militärisches und ziviles Hilfspersonal (Sanitäter), kampfunfähige ehemalige Kombattanten (Status Hors de combat – erkrankte, verwundete und gefangengenommene Soldaten), und alle sonstigen Personen, die explizit keine Kombattanten sind und nicht an Kampfhandlungen teilnehmen (Zivilpersonen).

## Juristische Aspekte
Die Mehrzahl der unter dem Begriff Nichtkombattanten zusammengefassten Personengruppen sind, in Abhängigkeit von ihrem jeweiligen Status allerdings in unterschiedlichem Ausmaß, nach den gegenwärtigen Regeln und Gebräuchen des humanitären Völkerrechts geschützt. Zu den grundlegenden Prinzipien zählen dabei der Anspruch auf eine menschliche Behandlung sowie vor allem der Schutz vor allen Handlungen, die sich gegen ihr Leben, ihre Gesundheit und körperliche Unversehrtheit, ihre Ehre sowie ihre religiösen oder sonstigen Überzeugungen richten. Bei militärischen Aktivitäten ist zwischen Kombattanten und Nichtkombattanten zu unterscheiden, letztere sind so weit wie möglich zu verschonen. Die diesbezüglich maßgeblichen Abkommen des humanitären Völkerrechts sind die Genfer Konventionen mit ihren Zusatzprotokollen.
Uneinheitlich ist die militärtheoretische Bewertung der Stellung von Armeeangehörigen, die beispielsweise als Teil der Versorgungsstrukturen der Streitkräfte selbst nicht direkt an Kampfhandlungen beteiligt sind, diese jedoch durch ihre Tätigkeit aktiv unterstützen. Obwohl sie im gegenwärtig relevanten Völkerrecht als Kombattanten gelten, da sie das Recht und die prinzipielle Möglichkeit zur Teilnahme an Kampfhandlungen haben, ist ihr Status Teil der ethischen Debatte zur Theorie des gerechten Krieges. Dies gilt auch für vorübergehend wehrlose, aber im aktiven Dienst stehende Kombattanten, deren Behandlung zum Teil als Dilemma des „schlafenden Soldaten“ oder des „nackten Soldaten“ diskutiert wird.